# Sobral (Oleiros)
Sobral es una freguesia portuguesa del concelho de Oleiros, con 18,20 km² de superficie y  habitantes (2001). Su densidad de población es de 13,8 hab/km².